# Snob-Nowhorodske
Snob-Nowhorodske (ukrainisch Зноб-Новгородське; russisch Знобь-Новгородское Snob-Nowgorodskoje) ist eine Siedlung städtischen Typs im Norden der ukrainischen Oblast Sumy mit 1900 Einwohnern (2017).

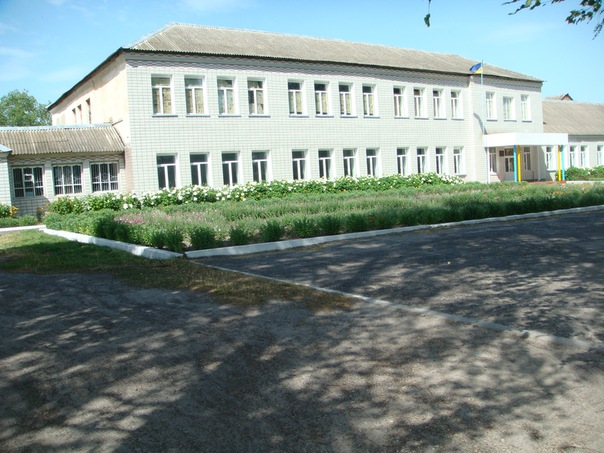
Schule in Snob-Nowhorodske

Die im 16. Jahrhundert gegründete Ortschaft ist seit 1961 eine Siedlung städtischen Typs.

## Geographie
Snob-Nowhorodske liegt am Ufer der Snobiwka (Знобівка), einem 75 km langen, linken Nebenfluss der Desna nahe der russischen Grenze. Das ehemalige Rajonzentrum Seredyna-Buda liegt 36 km und das Oblastzentrum Sumy 220 km südöstlich der Ortschaft. Durch die Ortschaft verläuft die Territorialstraße T–19–08.

## Verwaltungsgliederung
Am 30. August 2016 wurde die Siedlung zum Zentrum der neugegründeten Siedlungsgemeinde Snob-Nowhorodske (Зноб-Новгородська селищна громада/Snob-Nowhorodska selyschtschna hromada). Zu dieser zählten auch die 26 in der untenstehenden Tabelle aufgelisteten Dörfer, bis dahin bildete sie zusammen mit den Dörfern Kustyne und Ljute die gleichnamige Siedlungsratsgemeinde Snob-Nowhorodske (Зноб-Новгородська селищна рада/Snob-Nowhorodska selyschtschna rada) im Nordwesten des Rajons Seredyna-Buda.
Am 12. Juni 2020 kamen noch die Dörfer Tschyhyn und Uralowe zum Gemeindegebiet.
Am 17. Juli 2020 kam es im Zuge einer großen Rajonsreform zum Anschluss des Rajonsgebietes an den Rajon Schostka.
Folgende Orte sind neben dem Hauptort Snob-Nowhorodske Teil der Gemeinde:
| Name                     | Name             | Name                                     |
| ukrainisch transkribiert | ukrainisch       | russisch                                 |
| ------------------------ | ---------------- | ---------------------------------------- |
| Borowytschi              | Боровичі         | Боровичи (Borowitschi)                   |
| Chyltschytschi           | Хильчичі         | Хильчичи (Chiltschitschi)                |
| Holubiwka                | Голубівка        | Голубовка (Golubowka)                    |
| Karpetschenkowe          | Карпеченкове     | Карпеченково (Karpetschenkowo)           |
| Krasnojarske             | Красноярське     | Красноярское (Krasnojarskoje)            |
| Krenydiwka               | Кренидівка       | Кренидовка (Krenidowka)                  |
| Krywonossiwka            | Кривоносівка     | Кривоносовка (Kriwonossowka)             |
| Kudojarowe               | Кудоярове        | Кудоярово (Kudojarowo)                   |
| Kustyne                  | Кустине          | Кустино (Kustino)                        |
| Lisne                    | Лісне            | Лесное (Lesnoje)                         |
| Ljubachowe               | Любахове         | Любахово (Ljubachowo)                    |
| Ljute                    | Люте             | Лютое (Ljutoje)                          |
| Mefediwka                | Мефедівка        | Мефодовка (Mefodowka)                    |
| Nowowassyliwka           | Нововасилівка    | Нововасилевка (Nowowassilewka)           |
| Otschkyne                | Очкине           | Очкино (Otschkino)                       |
| Poliske                  | Поліське         | Полесское (Polesskoje)                   |
| Saritschtschja           | Заріччя          | Заречье (Saretschje)                     |
| Schurawka                | Журавка          | Журавка                                  |
| Snob-Trubtschewska       | Зноб-Трубчевська | Знобь-Трубчевская (Snob-Trubtschewskaja) |
| Stjahajliwka             | Стягайлівка      | Стягайловка (Stjagailowka)               |
| Taboryschtsche           | Таборище         | Таборище (Taborischtsche)                |
| Tscherwone               | Червоне          | Червоное (Tscherwonoje)                  |
| Tschetwertakowe          | Четвертакове     | Четвертаково (Tschetwertakowo)           |
| Tschyhyn                 | Чигин            | Чигин (Tschigin)                         |
| Ukrajinske               | Українське       | Украинское (Ukrainske)                   |
| Ulyzja                   | Улиця            | Улица (Uliza)                            |
| Uralowe                  | Уралове          | Уралово (Uralowo)                        |
| Wassyliwske              | Василівське      | Василевское (Wassilewskoje)              |